# Tetragnatha rimandoi
Tetragnatha rimandoi este o specie de păianjeni din genul Tetragnatha, familia Tetragnathidae, descrisă de Barrion, 1998.
Este endemică în Filipine. Conform Catalogue of Life specia Tetragnatha rimandoi nu are subspecii cunoscute.